# Raemon Sluiter
| Estadísticas de Raemon Sluiter | Estadísticas de Raemon Sluiter |
| ------------------------------ | ------------------------------ |
|                                |                                |
| Origen:                        | Róterdam, Países Bajos         |
| Fecha de nacimiento:           | 13 de abril de 1978 (46 años)  |
| Altura:                        | 1,85 m                         |
| Peso:                          | 80 kg                          |
| Juego:                         | Diestro                        |
| Profesional desde:             | 1996                           |
| Retiro:                        | 2008-2009, 2010                |
| Mejor Ranking ATP en Singles:  | 46º                            |

Raemon Sluiter es un exjugador profesional de tenis nacido el 13 de abril de 1978 en Róterdam, Países Bajos. Su estilo de juego era el llamado "saque y red". Nunca llegó a cosechar un gran resultado ya que su juego desde el fondo de pista era bastante débil. Tenía un gran carácter y espíritu de lucha que le hacían sacar algunos partidos más por corazón que por juego.
Sluiter se retiró en 2008 pero decidió jugar profesionalmente de nuevo en 2009 para retirarse definitivamente en 2010.